# Preinstalowane oprogramowanie
Preinstalowane oprogramowanie (ang. pre-installed software) – oprogramowanie (system operacyjny, program komputerowy, lub jedno i drugie) zainstalowane na dysku twardym fabrycznie nowego komputera i zlicencjonowany na komputerze oferowanym przez Original Equipment Manufacturer (OEM).

## Zalety
- Zakup komputera z preinstalowanym oprogramowaniem jest bardziej opłacalny niż oddzielny zakup sprzętu i oprogramowania.
- Preinstalacja oprogramowania jest wygodnym rozwiązaniem, gdyż użytkownik nie musi samodzielnie instalować systemu operacyjnego, sterowników i programów użytkowych w nowo zakupionym komputerze.

## Wady
Preinstalowane oprogramowanie posiada co najmniej jedno z wymienionych ograniczeń:
- Nabywcy odbierane jest prawo wyboru, jakie oprogramowanie ma on zamiar używać. W ramach umów producentów z dealerami, konsument musi zakupić komputer z preinstalowanym oprogramowaniem, nawet jeśli sobie jego nie życzy. W rezultacie musi zapłacić zarówno za oprogramowanie preinstalowane, jak i inne, które zechce samodzielnie zainstalować.
- Zgodnie z licencją oprogramowanie takie jest przypisane do urządzenia na którym zostało zainstalowane, i nie może zostać ono przeniesione na inne urządzenie.
- Oprogramowanie takie może być pozbawione części funkcji, bądź ich użytkowanie może być ograniczone czasowo, w celu zapoznania się z oprogramowaniem i zakupieniem jego pełnej wersji w przyszłości (patrz także: shareware, wersja demonstracyjna).
- Do oprogramowania nie musi być dołączony nośnik umożliwiający przeinstalowanie z niego oprogramowania. Zamiast tego producenci dołączają pełną kopie systemu na ukrytej przestrzeni dyskowej bądź dołączają oprogramowanie do wykonania samodzielnie kopii bezpieczeństwa z możliwością jej nagrania na nośnik np. płytę DVD.
- Oprogramowanie może mieć inne domyślne ustawiania systemowe lub przeglądarki internetowej niż to spotykane w wersji nie preinstalowanej (BOX).